# Becky Chambers

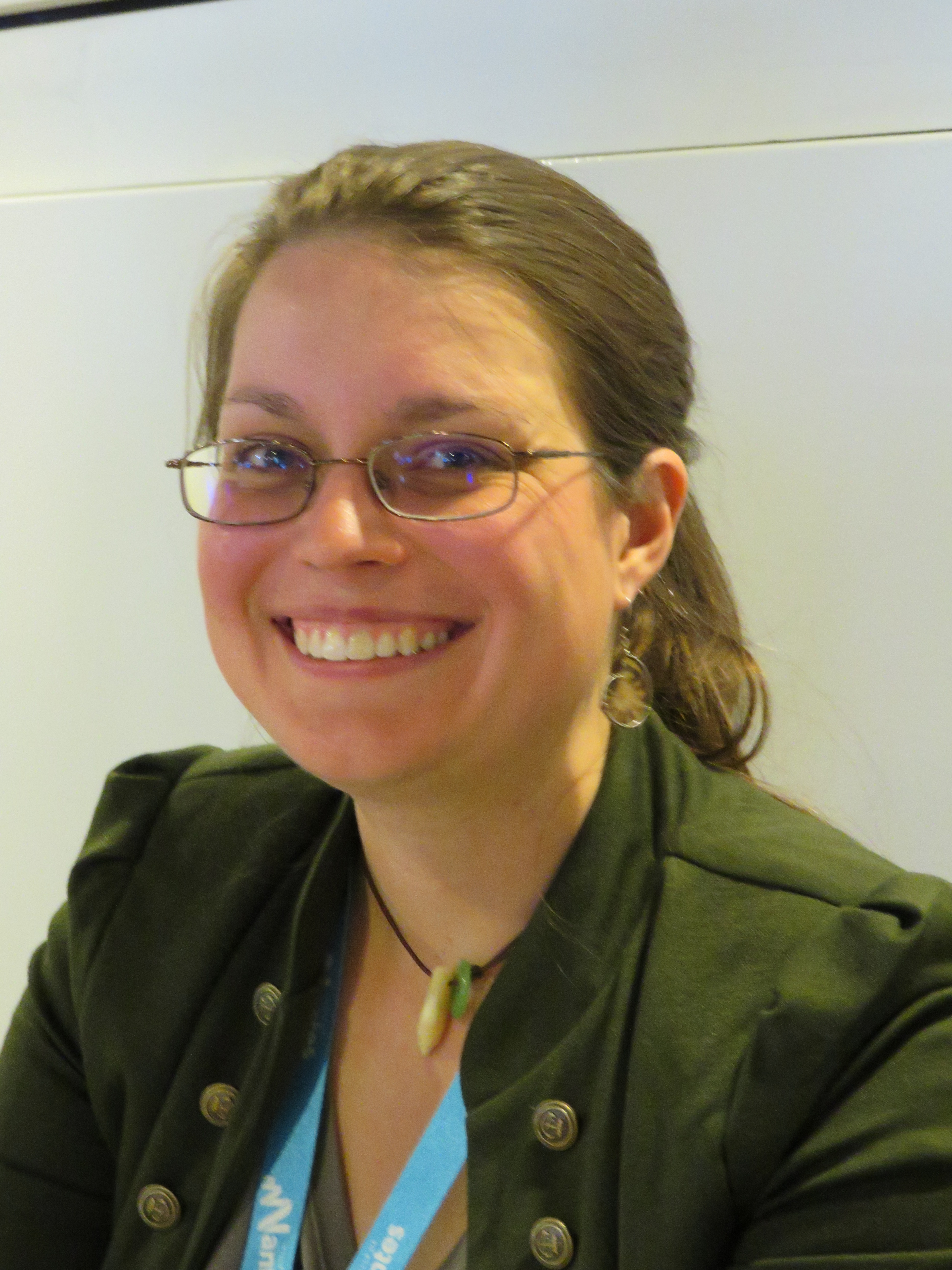
Becky Chambers (2017)

Rebecca „Becky“ Marie Chambers (* 3. Mai 1985 in Kalifornien) ist eine US-amerikanische Science-Fiction-Autorin. Sie war 2016 und 2017 für den Arthur C. Clarke Award nominiert und erhielt zwei Hugo Awards: 2019 für ihre Wayfarer-Serie sowie 2022 für Ein Psalm für die wild Schweifenden.

## Leben
Becky Chambers wurde als Tochter einer Astrobiologin und eines Luft- und Raumfahrttechnikers geboren.
Sie arbeitete unter anderem in der Verwaltung eines Theaters und zwischen 2010 und 2014 als freie Redakteurin für Magazine wie The Mary Sue oder Tor.com, und sie lebte in Schottland und Island. Aktuell lebt sie zusammen mit ihrer Ehefrau in ihrer Heimat Kalifornien und arbeitet als Technische Redakteurin.
Ihren Debütroman The Long Way To A Small, Angry Planet (deutsch Der lange Weg zu einem kleinen zornigen Planeten) finanzierte sie 2012 über die Crowdfunding-Plattform Kickstarter.com und brachte ihn 2014 zunächst im Eigenverlag heraus. Am 13. August 2015 erschien der Roman bei den Verlagen Hodder & Stoughton (in Großbritannien) und Harper Voyager (in den USA) und wurde 2016 für den Arthur C. Clarke Award nominiert. Auf Deutsch erschien er im Oktober 2016 unter dem Titel Der lange Weg zu einem kleinen zornigen Planeten bei Fischer Tor. Der 2. Teil dieser in einem fiktiven Universum angesiedelten Wayfarer-Reihe erschien unter dem Titel A Closed And Common Orbit im Oktober 2016 in Großbritannien und im Januar 2018 auf Deutsch als Zwischen zwei Sternen (Fischer Tor). Er wurde 2017 für den Arthur C. Clarke Award nominiert.
Am 24. Juli 2018 erschien Record of a Spaceborn Few, 2019 auf Deutsch Unter uns die Nacht. Er war nominiert für den Hugo Award 2019 als bester SF- oder Fantasy-Roman in der Kategorie „Novel“ (Roman lang). Die Wayfarer-Trilogie erhielt den Hugo Award 2019 in der Kategorie „Best Series“. Für Ein Psalm für die wild Schweifenden erhielt sie 2022 erneut den Hugo Award.

## Auszeichnungen
- 2019: Hugo Award für Wayfarers als beste Serie
- 2022: Hugo Award für Ein Psalm für die wild Schweifenden
- 2023: Kurd-Laßwitz-Preis für Die Galaxie und das Licht darin als bester ausländischer Roman
- 2023: Locus Award für  Ein Gebet für die achtsam Schreitenden als bester Kurzroman (Novella)

## Bibliografie
Wayfarers
1. The Long Way to a Small, Angry Planet (2014, ISBN 978-1-473-61981-4; auch: The Long Way to a Small Angry Planet)
  - Deutsch: Der lange Weg zu einem kleinen zornigen Planeten. Übersetzt von Karin Will. Fischer Tor, 2016, ISBN 978-3-596-03568-7.
2. A Closed and Common Orbit (2016, ISBN 978-1-473-62147-3)
  - Deutsch: Zwischen zwei Sternen. Übersetzt von Karin Will. Fischer Tor, 2018, ISBN 978-3-596-03569-4.
3. Record of a Spaceborn Few (2018, ISBN 978-1-473-64764-0)
  - Deutsch: Unter uns die Nacht. Übersetzt von Karin Will. Fischer Tor, 2019, ISBN 978-3-596-70262-6.
4. The Galaxy, and the Ground Within (2021, ISBN 978-1-473-64767-1)
  - Deutsch: Die Galaxie und das Licht darin. Übersetzt von Karin Will. Fischer Tor, 2022, ISBN 978-3-596-70701-0.

- A Good Heretic (2019, in: Bryan Thomas Schmidt (Hrsg.): Infinite Stars: Dark Frontiers)

Monk and Robot
1. A Psalm for the Wild-Built. Tor, New York 2021, ISBN 978-1-250-23621-0.
  - Ein Psalm für die wild Schweifenden. Übersetzt von Karin Will, Memoranda 2024, ISBN 978-3-910914-10-0.
2. A Prayer for the Crown-Shy. Tor, New York 2022, ISBN 978-1-250-23623-4.
  - Ein Gebet für die achtsam Schreitenden. Übersetzt von Karin Will, Memoranda 2024, ISBN 978-3-910914-12-4.

Romane
- The Vela: The Complete Season 1 (2020; mit S. L. Huang, Yoon Ha Lee und Rivers Solomon)

Kurzgeschichten
- The Deckhand, the Nova Blade, and the Thrice-Sung Texts (2017, in: John Joseph Adams (Hrsg.): Cosmic Powers)
- Last Contact (2018, in: Ian Whates und Tom Hunter (Hrsg.): 2001: An Odyssey in Words)
- To Be Taught, If Fortunate (2019, ISBN 978-0-06-293601-1)